# Gage Park (Chicago)
Pour les articles homonymes, voir Gage.

Situation de Gage Park dans la ville de Chicago

Gage Park est l'un des 77 secteurs communautaires de la ville de Chicago aux États-Unis.